# Boarmia xenobia
Boarmia xenobia là một loài bướm đêm trong họ Geometridae.